# Alianza Laica de Estudiantes
La Alianza Laica de Estudiantes (S.S.A.), fundada en mayo de 2000, es una organización estadounidense que tiene como objetivo servir a las necesidades de los estudiantes librepensadores de bachillerato y colegio.
Tiene su sede en Columbus (Ohio). La SSA fue formada "para organizar, unir, educar, y servir a estudiantes y comunidades estudiantiles que promueven los ideales del cuestionamiento crítico y científico, democracia, secularismo, y éticas basadas en el humanismo."
La Alianza es una organización educacional sin fines lucrativos cuyo propósito es educar a los estudiantes de bachillerato y colegio sobre el valor del razonamiento científico y la base intelectual del secularismo en sus manifestaciones ateas y humanistas. La SSA también ofrece a estos estudiantes y a sus organizaciones una variedad de recursos, incluyendo pero no limitado, el liderazgo, entrenamiento, y apoyo, conferencistas invitados, descuentos en literatura y boletos para conferencias, y artículos de reflexión y opiniones en línea.
Actualmente cuenta con más de 160 filiales en Norteamérica, África, Europa, Asia, y Australia.